# Bisnius parcus
Bisnius parcus är en skalbaggsart som först beskrevs av Sharp 1874.  Bisnius parcus ingår i släktet Bisnius, och familjen kortvingar. Arten är reproducerande i Sverige.